# 戛洒镇
戛洒镇，是中华人民共和国云南省玉溪市新平彝族傣族自治县下辖的一个镇。

## 行政区划
戛洒镇下辖以下地区：
戛洒社区、大红山社区、青树社区、南蚌社区、平寨社区、达哈村、平田村、跃南村、东瓜林村、发启村、大田村、米尺莫村、竹园村、新寨村、纸厂村、磨刀村和腊戛底村。